# 萬金丹

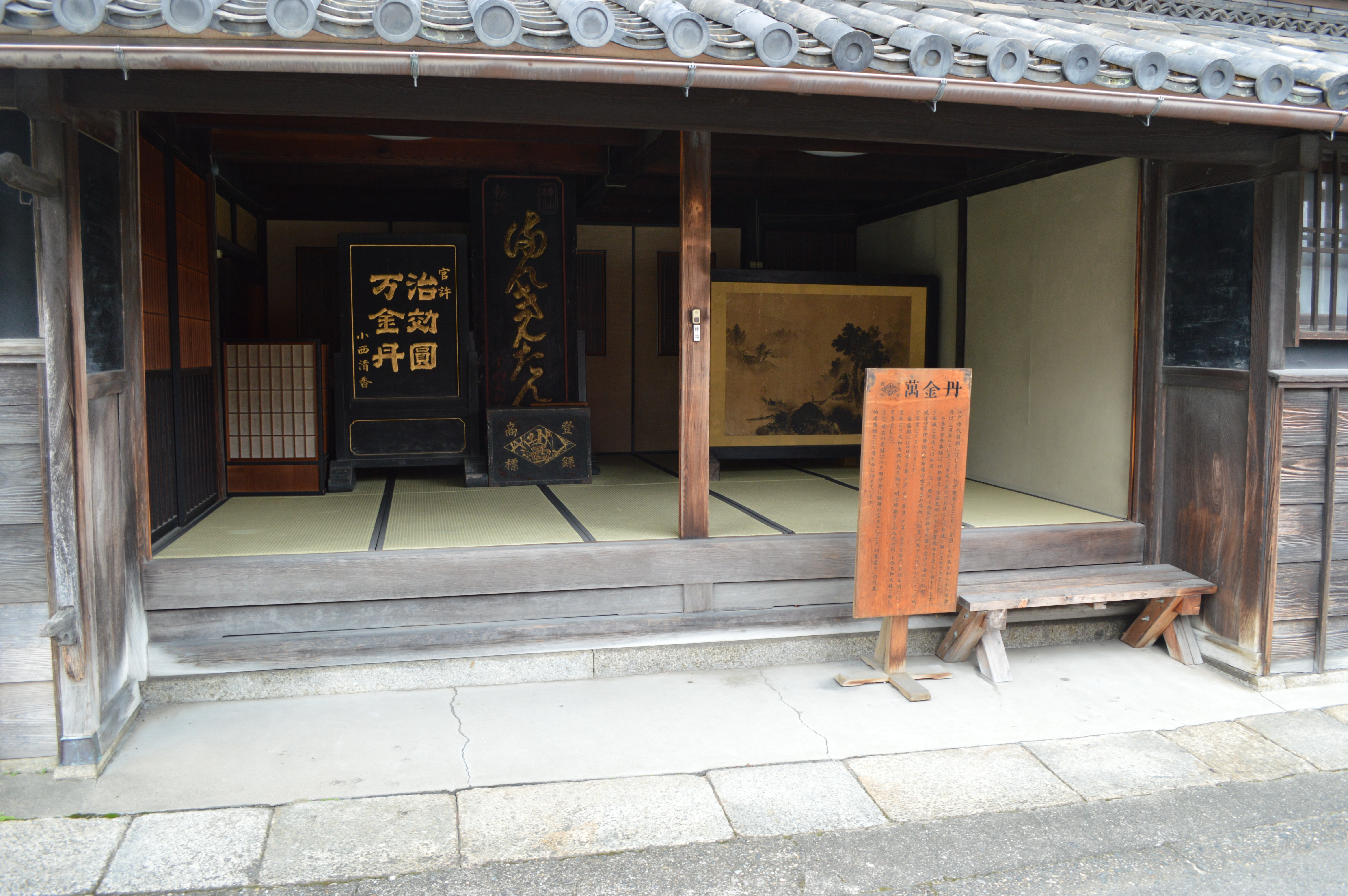
小西萬金丹の概観。

萬金丹（まんきんたん）は伊勢国（三重県伊勢市周辺）で伝統的に製造販売されている漢方薬。
主に「野間の萬金丹」「護摩堂明王院に起源する萬金丹」「秋田教方中倉萬金丹」「小西萬金丹」の4つがある。この4者のうち、21世紀の現在も製造・販売を継続しているのは「小西萬金丹」（製造は県外に委託）と、「野間の萬金丹」である。
「越中富山の反魂丹、鼻くそ丸めて萬金丹」という俗謡にも登場する。

## 小西萬金丹
現在、伊勢神宮外宮近くの「小西萬金丹」は三重県のまちかど博物館にも指定されており、建物や道具類の見学をすることができる。小西萬金丹本舗は、伊勢国司・北畠教郷の家臣日置越後守清久に始まるという。主家滅亡後、清久は医道に志して、堺の薬種問屋小西家の秘方を譲り受け、姓を小西と改め、延宝4年（1676年）現在の地に創業。享保年間には宮家より大和大掾の名を賜り、明治維新まで8代の間、小西大和大掾と称してきたという。

## 秋田教方中倉萬金丹
奥州北出羽の戦国大名の秋田実季は、関ヶ原の戦いの後、その際の行動や徳川家康の信頼も厚い最上義光との不仲もあって、慶長7年（1602年）常陸国宍戸に転封させられた。さらに寛永7年（1630年）、幕府の命により家督を嫡男の俊季に譲らされ伊勢国朝熊に蟄居を命じられた。その後、約30年にわたり永松寺草庵で暮らし没したとされている。実季は同地の中倉義之と懇意になり、萬金丹の処方を義之に伝授した。これが中倉家の秘伝として代々伝えられ、７代目忠悦は｢伊勢大掾｣の名を貰ったという。

## その他
ハドソンが発売していたコンピュータRPGの『桃太郎伝説』シリーズに登場する術の一つであり、体力が最大値まで回復する「まんきんたんの術」はこれに由来する。
落語「鳥屋坊主」（上方）もしくは「万金丹」（東京）という演目において、たまたま見つけた薬の袋から、出鱈目な戒名「官許伊勢朝熊霊法万金丹」を授ける噺が演じられる。
お笑い業界用語で、全力でやるという意味の「マンキン」という言葉がある。「まるで萬金丹を飲んだかのように元気一杯でやる」ということに由来するとされるが、そもそもは吉本新喜劇の小籔千豊が、東京の銀座7丁目劇場で全力でコントをやっていたペナルティのワッキーを見て、上記の桃太郎伝説シリーズの「まんきんたんの術」にかけて使い始めた造語である。